# Jops Reeman
Gerard Simon ("Jops") Reeman (Amerongen, 9 augustus 1886 – Zeist, 16 maart 1959) was een Nederlandse voetballer en militair.
Reeman speelde als aanvaller bij Quick Den Haag waarmee hij in 1908 Nederlands kampioen werd. Hij speelde in 1908 twee keer voor het Nederlands voetbalelftal en maakte één doelpunt voor zijn vaderland. Hij vertegenwoordigde Nederland op de Olympische Zomerspelen van 1908 en won daarbij de bronzen medaille.
In 1908 behaalde Reeman zijn officiersexamen en gaat aan de slag bij de genie in Oost-Nederlands-Indië. Hij maakt carrière en gaat in 1935 als luitenant-kolonel van de infanterie van het Koninklijk Nederlandsch-Indisch Leger met pensioen.